# 생채

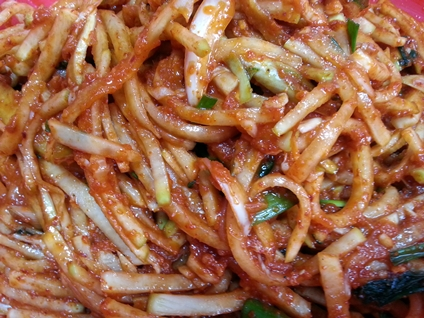
무로 만든 생채

생채는 계절에 따라 나오는 싱싱한 채소를 익히지 않고, 초장·고추장·겨자장 등으로 무친 것이다. 조미에 설탕과 식초를 사용하여 달고 새콤한 맛을 낸다. 재료는 무·배추·상추·오이·미나리·도라지·더덕·산나물 등 생으로 먹을 수 있는 채소들이 쓰인다.
보통은 삶아 익히거나 데치거나, 쪄내거나 절이지 않고 날 것의 채소나 나물을 조리해서 먹는 음식을 이야기 하지만, 살짝 데친 것도 생채라고 하기도 한다.  쌉쌉하고 풋내가 나는 특유의 향과 식감을 살려 조리한다.
고려시대에 토착어로 '부루'라고 하며, 한자로는 '와거'라고 불렀던 상추가 생채음식으로 만들어졌다는 기록이 '향약구급방'에 있다. 이익의 '성호사설' 5권에는 고려인들이 생채 잎에 밥을 싸서 먹었다는 기록을 있다. 조선 후기 실학자 한치윤은 '해동역사'의 물산지편에서 청대의 문헌인 '천록여식'을 인용하며, 고려 상추는 품질이 좋아 천금을 줘야 구할 수 있을 만큼 값이 비싸다는 의미로 천금채라고 한다는 기록을 남겼다. 고려사람들은 신선한 채소나 살짝 익힌 채소, 해조류에 밥을 싸 먹었다. 조선시대에는 상추 외에도 숙주나물, 깻잎, 콩잎, 취나물, 미나리, 머위잎, 돌나물, 소루쟁이, 아주까리잎, 호박잎 등을 생채로 먹었다.
조선왕조의 궁중에서도 궁중 생채음식을 중요하게 생각했는데, 강한 향신료를 쓰지 않아 담백한 맛을 내었다. 밑간은 간장으로 했는데, 5년 이상 묵은 진장, 3~4년 묵은 중장, 1~2년 묵은 간장을 사용했는데, 색과 짠 정도를 고려해서 썼다.

## 참고 문헌
- 이 문서에는 다음커뮤니케이션(현 카카오)에서 GFDL 또는 CC-SA 라이선스로 배포한 글로벌 세계대백과사전의 내용을 기초로 작성된 글이 포함되어 있습니다.